# Miranda Silvergren
Linda Miranda Silvergren (швед. Linda Miranda Silvergren; 18. mart 1973), poznatija samo kao Miranda, švedska je trens muzičarka i producentkinja iz Stokholma.

## Diskografija

### Albumi
- (1996)
- (1997)
- (1999)
- (2001)
- (2004)

### Singlovi i EP-ovi
- (1995)
- (1996)
- (1997)
- (1999)
- (2000)

## Spoljašnje veze
- — Intervju